# Characodon
Characodon és un gènere de peixos pertanyent a la família dels goodèids que es troba a Mèxic.

## Taxonomia
- Characodon audax (Smith & Miller, 1986)[3]
- Characodon garmani (Jordan & Evermann, 1898)[4]†
- Characodon lateralis (Günther, 1866)[5][6][7][8][9][10][11]